# Patrick Bijou
Patrick Bijou (nacido el 1 de diciembre de 1958) es un banquero de inversiones británico, embajador de la ONU, filántropo, y autor.  Fue nombrado caballero en 2018 por la autoridad de la orden soberana de Los Caballeros de Malta y se le concedió el título de caballero por sus servicios a la banca y la beneficencia.

## Primeros años y educación
Patrick nació en Georgetown, Guyana, América del Sur. En 1963 se instaló en Gran Bretaña, Reino Unido, y cursó sus estudios primarios en Londres. Terminó la licenciatura en Ciencias Empresariales y el máster en Economía y Banca Internacional (1986) en el Camden County College, Estados Unidos. Además de sus estudios regulares, obtuvo varios títulos en la Universidade de Southampton, Inglaterra y en la Universidade de Hertfordshire, Inglaterra, donde se doctoró en Economía y Banca Internacional. Cursó el examen Chartered Financial Analyst (CFA) Nivel I y posee las licencias Serie 7 y 63 de la Financial Industry Regulatory Authority (FINRA).

## Carrera profesional
Sir Patrick comenzó su carrera en el Wells Fargo Bank de Wall Street, donde trabajó como banquero personal de 1986 a 1990 y como gestor de fondos de 1992 a 2001. Más tarde, pasó al centro de negociación, especializándose en los mercados de deuda. Poco a poco, se convirtió en operador de bonos y se incorporó al Deutsche Bank en Wall Street. A su regreso a Inglaterra, se estableció en el área especializada de mercados de capitales de deuda, colocaciones privadas y productos estructurados. Llegó a ser responsable de la MTN & Private Placement Desk y de la función de distribuidor dentro de Lloyds Bank PLC.
Como banquero privado registrado, Sir Patrick trabajó para varios bancos de todo el mundo y prestó sus servicios a numerosos clientes, entre ellos gobiernos, instituciones bancarias y empresas. Trabajó con Crédit Agricole CIB, Crédit Agricole Corporate, Merrill Lynch, Calyon, y otros. Tiene contactos con bancos internacionales, como Hong Kong and Shanghai Banking Corporation Limited (HSBC), DBS y BNP Paribas.
Además de trabajar en el ámbito financiero, es inversor de capital riesgo con muchos proyectos de startups. Fundó y gestionó The Tigger Fund y llegó a ser gestor de fondos de cobertura para Blackstone. Finalmente, fue cazado por las Naciones Unidas para un puesto en el Departamento de Redención del Tribunal Internacional de Justicia por su experiencia en finanzas.
Sir Patrick fue elegido miembro del Panel de Árbitros del Centro Internacional de Arreglo de Diferencias Relativas a Inversiones. Actualmente es gestor de fondos de LWP Capital y Embajador de la ONU para la Paz Mundial.  Es miembro del Wells Fargo Millionaire Club y Wells Fargo Champion Circle.

## Filantropía
Sir Patrick recauda fondos para organizaciones como Cancer Support Community y Great Ormond Street Hospital Children's Charity.

## Publicaciones
Sir Patrick ha publicado más de 40 libros de ficción y no ficción de diversos géneros.

### No ficción
- The Blueprint to Intelligent Investors (2021) ISBN 979-8-70-610725-3
- Cryptocurrency Millionaire: Make Money with Cryptocurrency and Eau-Coin (2021)
- Make Money Doing Nothing (2020)
- Guide to Private Placement Project Funding Trade Programs: Understanding High-Level Project Funding Trade Programs (2018)
- How to Trade Derivatives and CFDs To Make Millions (2018) ISBN 978-1-72-596468-6
- Unlocking the Secrets of Bitcoin and Cryptocurrency: CryptoCurrency Made Easy (2018) ISBN 978-1-99-930231-3.
- The Secret of Wealth Creation: Principal Lessons on the Secrets of Building a Long-lasting Wealth (2018) ISBN 978-1-72-869274-6
- Beginners of Nowhere (2018) ISBN 978-1-73-095420-7

### Ficción
- Lethal Legacy: Thrill of the Hunt (2021)
- Enchanted Souls (2021) ISBN 978-1-83-843424-3
- Lethal Legacy: Thrill of the Hunt (2021)
- Lethal Legacy 2: Thrill of the Hunt (2021) ISBN 978-1-83-843422-9
- A Model For Murder (2021)
- Offense and Justice (2020)
- Undercover (2019)
- Eternal Love (2019)
- Undying Love (2019)
- Undying Lust (2019) ISBN 978-1-99-930238-2
- 2018. Karmic Love (2018) ISBN 978-1-72-756639-0

## Premios y reconocimientos
- Valley of the Stars Award, Wells Fargo
- Circle of Stars Award, Wells Fargo
- Global Ambassador for World Peace and Humanity and Justice of the Supreme Council of The International Rights and Welfare Association (IRAWA).
- UN Ambassador for the Royal Diplomatic Organisation of the United Nations.
- President of the International Banking and Relations of the Commonwealth Enterprise Club and many other high-profile roles.